# John Lone
John Lone (Hong Kong, 13 ottobre 1952) è un attore cinese naturalizzato statunitense.

## Biografia
John Lone, che vanta anche origini inglesi, nacque a Hong Kong con il nome di Ng Kwok-Leung, da padre cinese e da madre originaria di Macao. Malgrado si sappia poco dei suoi primi anni di vita, si sa che fu internato in un orfanotrofio di Hong Kong e, in seguito, cominciò ad addestrarsi al Chiu Chiu nell'Accademia di Hong Kong e all'Opera di Pechino dove, all'età di dieci anni, ricevette il nome "Johnny". Successivamente cambiò nome in "John Lone" (scelse il nome "John" poiché derivante dal soprannome "Johnny" affibbiatogli a dieci anni; "Lone" è invece l'anglo-fonizzazione del nome "Leung").
Patrocinato da una famiglia statunitense, lasciò la compagnia dell'Opera di Pechino ed emigrò a Los Angeles, nello stato della California, continuando gli studi di arti dello spettacolo all'Accademia americana di Arti Drammatiche di Pasadena. Si trasferì poi a New York per intraprendere la carriera teatrale. Lottò per lungo tempo finché l'attore Mako riconobbe il suo talento e lo suggerì per un ruolo nel primo dramma di David Henry Hwang, intitolato F.O.B.. Dall'interpretazione in questo dramma, John Lone ricevette un Premio di Obie. A New York fu scoperto dal talentuoso Jadin Wong, che l'aiutò a lanciarsi in grande stile.
Debuttò al cinema nel 1976 in King Kong, ma il suo primo ruolo importante in un film fu in L'uomo dei ghiacci (1984), ma ancora oggi probabilmente è più conosciuto per l'interpretazione dell'ultimo imperatore cinese Pu Yi in L'ultimo imperatore (1987) di Bernardo Bertolucci, ruolo grazie al quale ha ottenuto una nomination al Golden Globe 1988. Molto importante comunque anche il suo ruolo da antagonista del poliziotto polacco Stanley White (Mickey Rourke) in uno dei capolavori di Michel Cimino, L'anno del dragone, in cui interpreta magistralmente il villain giovane e ambizioso Joey Tai. Nel 1995 affiancò Christopher Lambert nel film In trappola. Nonostante la sua fama a Hollywood, scelse di favorire la propria carriera nel mercato asiatico, interpretando l'imperatore manciù Kangxi, in una serie televisiva drammatica.

## Filmografia
- King Kong, regia di John Guillermin (1976)
- Americathon, regia di Neal Israel (1979)
- L'uomo dei ghiacci (Iceman), regia di Fred Schepisi (1984)
- L'anno del dragone (Year of the Dragon), regia di Michael Cimino (1985)
- L'ultimo imperatore (The Last Emperor), regia di Bernardo Bertolucci (1987)
- Le ombre del pavone (Echoes of Paradise), regia di Phillip Noyce (1987)
- The Moderns, regia di Alan Rudolph (1988)
- Shadow of China, regia di Mitsuo Yanagimachi (1989)
- Shangai (Shang Hai yi jiu er ling), regia di Po-Chih Leong (1991)
- M. Butterfly, regia di David Cronenberg (1993)
- L'Uomo Ombra (The Shadow), regia di Russell Mulcahy (1994)
- In trappola (The Hunted), regia di J.F. Lawton (1995)
- Colpo grosso al drago rosso - Rush Hour 2 (Rush Hour 2), regia di Brett Ratner (2001)
- Rogue - Il solitario (War), regia di Philip Atwell (2007)

## Riconoscimenti
- Golden Globe
  - 1986 – Candidatura al miglior attore non protagonista per L'anno del dragone[1]
  - 1988 – Candidatura al miglior attore in un film drammatico per L'ultimo imperatore[2]
- Independent Spirit Award
  - 1989 – Candidatura al miglior attore non protagonista per The Moderns[3]

## Doppiatori italiani
Nelle versioni in italiano delle opere in cui ha recitato, John Lone è stato doppiato da:
- Massimo Giuliani in L'anno del dragone
- Glauco Onorato in L'uomo dei ghiacci
- Giancarlo Giannini in L'ultimo imperatore
- Alessio Cigliano in Le ombre del pavone
- Luca Biagini in L'Uomo Ombra
- Valerio Sacco in In trappola
- Antonio Sanna in Colpo grosso al drago rosso - Rush Hour 2
- Ambrogio Colombo in Rogue - Il solitario